# Yoshikatsu Kawaguchi
Yoshikatsu Kawaguchi - em japonês, 川口 能活 Kawaguchi Yoshikatsu (Fuji, 15 de agosto de 1975) é um ex-futebolista profissional japonês que atuava como goleiro.

## Carreira
Em 22 anos como profissional, Kawaguchi destacou-se atuando por Yokohama F. Marinos e Júbilo Iwata, porém conquistou apenas 3 títulos (1995 e 2000, pelo Marinos, e 2005, pelo Júbilo). Fora do Japão, defendeu Portsmouth (Inglaterra) e Nordsjælland (Dinamarca), sem o mesmo destaque.
Após 9 anos no Júbilo Iwata, o goleiro foi contratado em 2014 pelo FC Gifu, da segunda divisão japonesa. No novo time, reencontrou outros 2 ex-atletas da Seleção Nipônica: o meia Alex e o técnico Ruy Ramos. Em 2 temporadas, foram 43 jogos disputados. Em 2016, assinou com o SC Sagamihara, jogando ate 2018, quando anunciou sua aposentadoria dos gramados.

## Seleção Japonesa
Pela Seleção Japonesa, Kawaguchi atuou na equipe olímpica entre 1995 e 1996, tendo participado das Olimpíadas de Atlanta, sendo um dos destaques na surpreendente vitória por 1 a 0 sobre o Brasil, fazendo boas defesas durante a partida.
Na seleção principal, o goleiro fez sua estreia em 1995, contra a Suécia, pela Copa do Rei. Participou de 4 Copas: 1998 (titular), 2002 (como reserva de Seigo Narazaki), 2006 (novamente foi o titular) e 2010 (foi novamente o reserva, desta vez de Eiji Kawashima). Disputou, ainda, 3 Copas da Ásia (foi bicampeão em 2000 e 2004) e 3 Copas das Confederações (vice-campeão em 2001). Sua última partida como titular dos Samurais foi em 2008, contra o Qatar. Com 116 jogos disputados, Kawaguchi foi, juntamente com Narazaki, o primeiro japonês a disputar 4 Copas na história.

## Títulos
Individual:
- J.League
  - J. League Novato do Ano: 1995
  - J. League Best 11: 2006
  - J. League Prêmio Fair Play : 2008
- AFC
  - AFC Jogador do Mês: Junho 2001
  - Copa da Ásia Best 11: 2004
- FIFA Copa das Confederações
  - The Best 11: 2001

com a Seleção Japonesa de Futebol:
- Copa do Mundo FIFA
  - Presenças: 1998, 2006
  - Elenco Final: 2002
- Copa da Ásia
  - Aparições: 2000, 2004, 2007
  - Campeão: 2000, 2004
  - 4° Lugar: 2007

Yokohama Marinos e Yokohama F. Marinos :
- J. League: (2): 1995, 2000-

Portsmouth :
- Football League First Division (1): 2002-03

## Estatísticas
| Clube          | Clube               | Clube          | Liga  | Liga  | Copa              | Copa              | Copa da Liga              | Copa da Liga              | Continental | Continental | Total | Total |
| Temporada      | Clube               | Liga           | Jogos | Gols  | Jogos             | Gols              | Jogos                     | Gols                      | Jogos       | Gols        | Jogos | Gols  |
| Japão          | Japão               | Japão          | Liga  | Liga  | Copa do Imperador | Copa do Imperador | Copa da J. League         | Copa da J. League         | Asia        | Asia        | Total | Total |
| -------------- | ------------------- | -------------- | ----- | ----- | ----------------- | ----------------- | ------------------------- | ------------------------- | ----------- | ----------- | ----- | ----- |
| 1994           | Yokohama Marinos    | J. League      | 0     | 0     | 0                 | 0                 | 0                         | 0                         | -           | -           | 0     | 0     |
| 1995           | Yokohama Marinos    | J. League      | 41    | 0     | 2                 | 0                 | -                         | -                         | -           | -           | 43    | 0     |
| 1996           | Yokohama Marinos    | J. League      | 15    | 0     | 0                 | 0                 | 13                        | 0                         |             |             |       |       |
| 1997           | Yokohama Marinos    | J. League      | 22    | 0     | 2                 | 0                 | 0                         | 0                         | -           | -           | 24    | 0     |
| 1998           | Yokohama Marinos    | J. League      | 34    | 0     | 1                 | 0                 | 0                         | 0                         | -           | -           | 35    | 0     |
| 1999           | Yokohama F. Marinos | J.League       | 28    | 0     | 2                 | 0                 | 6                         | 0                         | -           | -           | 36    | 0     |
| 2000           | Yokohama F. Marinos | J.League       | 28    | 0     | 3                 | 0                 | 5                         | 0                         | -           | -           | 36    | 0     |
| 2001           | Yokohama F. Marinos | J.League       | 25    | 0     | -                 | -                 | 7                         | 0                         | -           | -           | 32    | 0     |
| Inglaterra     | Inglaterra          | Inglaterra     | Leiga | Leiga | FA Cup            | FA Cup            | Copa da Liga              | Copa da Liga              | Europa      | Europa      | Total | Total |
| 2001-02        | Portsmouth          | First Division | 11    | 0     | 1                 | 0                 | 0                         | 0                         | 0           | 0           | 12    | 0     |
| 2002-03        | Portsmouth          | First Division | 1     | 0     | 0                 | 0                 | 0                         | 0                         | 0           | 0           | 1     | 0     |
| 2003-04        | Portsmouth          | Premier League | 0     | 0     | -                 | -                 | -                         | -                         | -           | -           | 0     | 0     |
| Dinamarca      | Dinamarca           | Dinamarca      | Liga  | Liga  | Copa da Dinamarca | Copa da Dinamarca | Copa da Liga da Dinamarca | Copa da Liga da Dinamarca | Europa      | Europa      | Total | Total |
| 2003-04        | FC Nordsjælland     | Superliga      | 8     | 0     | 0                 | 0                 | 1                         | 0                         | 1           | 0           | 10    | 0     |
| 2004-05        | FC Nordsjælland     | Superliga      | 0     | 0     | 0                 | 0                 | 0                         | 0                         | 0           | 0           | 0     | 0     |
| Japão          | Japão               | Japão          | Liga  | Liga  | Copa do Imperador | Copa do Imperador | Copa da J. League         | Copa da J. League         | Asia        | Asia        | Total | Total |
| 2005           | Júbilo Iwata        | J. League      | 29    | 0     | 3                 | 0                 | 1                         | 0                         | 1           | 0           | 34    | 0     |
| 2006           | Júbilo Iwata        | J. League      | 34    | 0     | 1                 | 0                 | 3                         | 0                         | -           | -           | 38    | 0     |
| 2007           | Júbilo Iwata        | J. League      | 32    | 0     | 1                 | 0                 | 3                         | 0                         | -           | -           | 36    | 0     |
| 2008           | Júbilo Iwata        | J. League      | 33    | 0     | 0                 | 0                 | 1                         | 0                         | -           | -           | 34    | 0     |
| 2009           | Júbilo Iwata        | J. League      | 26    | 0     | 0                 | 0                 | 4                         | 0                         | -           | -           | 30    | 0     |
| 2010           | Júbilo Iwata        | J. League      | 17    | 0     | 1                 | 0                 | 4                         | 0                         | -           | -           | 22    | 0     |
| 2011           | Júbilo Iwata        | J. League      | 34    | 0     | 1                 | 0                 | 3                         | 0                         | -           | -           | 38    | 0     |
| 2012           | Júbilo Iwata        | J. League      | 2     | 0     | 1                 | 0                 | 0                         | 0                         | -           | -           | 3     | 0     |
| 2013           | Júbilo Iwata        | J. League      | 21    | 0     | 1                 | 0                 | 1                         | 0                         | -           | -           | 23    | 0     |
| 2014           | FC Gifu             | J2 League      | 37    | 0     | 0                 | 0                 | -                         | -                         | -           | -           | 37    | 0     |
| 2015           | FC Gifu             | J2 League      | 6     | 0     | 0                 | 0                 | -                         | -                         | -           | -           | 6     | 0     |
| Total          | Japão               | Japão          | 464   | 0     | 19                | 0                 | 51                        | 0                         | 1           | 0           | 535   | 0     |
| Total          | Inglaterra          | Inglaterra     | 12    | 0     | 1                 | 0                 | 0                         | 0                         | 0           | 0           | 13    | 0     |
| Total          | Dinamarca           | Dinamarca      | 8     | 0     | 0                 | 0                 | 1                         | 0                         | 1           | 0           | 10    | 0     |
| Carreira total | Carreira total      | Carreira total | 478   | 0     | 20                | 0                 | 52                        | 0                         | 2           | 0           | 552   | 0     |

## Ligações Externas
- Carreira de Kawaguchi